# Stary cmentarz żydowski w Ciechanowcu
Stary cmentarz żydowski w Ciechanowcu – kirkut mieści się przy ul. Henryka Sienkiewicza. Powstał w XIX wieku. Ostatni pogrzeb miał miejsce w 1918 roku. Obecnie obszar nekropolii jest zarośnięty, nie ma na nim jakichkolwiek macew. Na miejscu kirkutu stoi pomnik poświęcony ofiarom Holocaustu. Kirkut ma powierzchnię 1,4 ha. Przy głównej bramie wjazdowej na teren cmentarza znajduje się tablica z następującą treścią: „Cmentarz Żydowski założony w XIX w. odnowiony w 2008 r. staraniem Fundacji Ochrony Dziedzictwa Żydowskiego i Urzędu Miejskiego w Ciechanowcu. Przechodniu, uszanuj miejsce pamięci zmarłych”. 4 listopada 2008 r. obchodzono 66 rocznicę likwidacji getta w Ciechanowcu.